# Fritz-Reuter-Kunstpreis des Rates des Bezirkes Schwerin
Der Fritz-Reuter-Kunstpreis des Rates des Bezirkes Schwerin war ein in der DDR verliehener Preis für „das beste niederdeutsche Werk auf dem Gebiet der bildenden Kunst, Musik und Literatur“. Er wurde 1955 vom Rat des Bezirkes Schwerin gestiftet und an Berufs- und Laienkünstler des Bezirkes Schwerin verliehen.
Die Medaille stellt auf der Vorderseite im Relief den Kopf Fritz Reuters dar und die Signatur TH, revers die erhabene Umschrift „Rat des Bezirkes Schwerin“ und mittig: „Fritz-Reuter-Kunstpreis“. Eine 1975 gefertigte Medaille war aus Bronze gegossen, hatte einen Durchmesser von 97 mm und ein Gewicht von 471,6 g. Der Bildhauer war Stefan Thomas, gefertigt wurde sie durch die Gießerei Seiler in Schöneiche bei Berlin. Sie wurde in einem Etui geliefert. Eine zum gleichen Thema im Fritz-Reuter-Literaturmuseum Stavenhagen vorhandene Medaille weist eine andere Form auf: „Kupfertiefrelief mit Reuterbrustbild mit dem Durchmesser 75 mm in einem schweinsledernen Buch.“

## Preisträger (unvollständig)
- 1955: Gerd Jurgans (Schauspielintendant Mecklenburger Staatstheater), Elisabeth Hohensee (Laienkünstlerin, Batik), Herbert Bluhm (Laienkünstler, Holz- und Linolschnitt)
- 1956: Vera Kopetz, Benno Voelkner
- 1957: Erich Köhler, Heinz Dubois
- 1958: Carl Hinrichs, Hans Schönrock, Friedrich Hitz
- 1959: Dieter Nowka
- 1960: Benno Voelkner
- 1961: Ann-Charlott Settgast
- 1962: Hermann Schepler
- 1963: Carl Hinrichs
- 1964: Dieter Nowka
- 1965: Erwin Lademann, Karlheinz Effenberger
- 1966: Klaus Tennstedt
- 1967: Friedrich Hitz
- 1968: Ulrich Völkel, Karlheinz Effenberger
- 1969: Alfred Wellm
- 1970: Erwin Lademann, Dieter Nowka[7]
- 1971: Karlheinz Effenberger, Arbeitsgruppe „Plattdütsch Wuurd“ (Sender Schwerin von Radio DDR)
- 1971:  Heinz Lösler, Heinrich Handorf, J. Ulrich, C. Biallas. (Für die Einführung und Gestaltung des Gas-Silikat Wohnungsbaus in Schwerin-Lankow).
- 1972: Jutta Schlott
- 1973: Horst Beseler
- 1974: Bernd Wefelmeyer
- 1976: Egon Schmidt
- 1977: Brigitte Birnbaum, Horst Holinski, Winfried Wolk, Ruth Crepon
- 1978: Gerhard Floss
- 1979: Dieter W. Angrick
- 1980: Jürgen Borchert
- 1982: Wolfgang Muchow, Gerhard Floss
- 1984: August Martin Hoffmann
- 1987: Jürgen Borchert
- ?     Heinz Kippnick
- ? Thea Reichardt